# Правни факултет у Суботици
Правни факултет у Суботици је прва високошколска јавна установа у Војводини основана 1920. године у Суботици као чланица Универзитета у Београду. Факултет је престао с радом 1. априла 1941. године.

## Историјат
Након Првог светског рата и стварања Краљевства Срба, Хрвата и Словенаца, Универзитет у Београду поново је отворен 1919. године. Ради растерећења Правног факултета у Београду, Министарство просвете је 1920. донело одлуку да се правни факултет отвори у Суботици. С радом је престао 1. априла 1941. након мађарске окупације града. На факултету је звање дипломираног правника стекло укупно 1449 студената, од чега 1362 мушкараца и 88 жена.

## Библиотека
С организацијом библиотеке почело се одмах након оснивања факултета 1920. Средином 1920-их располагала је са 5000 свезака; рукописа није имала. Примала је 10 домаћих часописа и 14 страних. Књиге су биле заведене како су улазиле у библиотеку. Постојао је општи каталог (азбучни) по писцима и стручни. Библиотеком је управљао М. Константиновић, доцент факултета. Служење је било омогућено наставницима и студентима, а узете књиге могле су се задржати 10 дана с могућношћу продужења рока. Штампани каталог није постојао.

## Декани
- Милутин Миљковић (1920–1921)
- Миодраг Аћимовић (1921)
- Чедомир Марковић
- Милорад Недељковић (1924)
- Миодраг Аћимовић (1924–1926)
- Григориј Васиљевич Демченко (1929–1930)[3]
- Миодраг Аћимовић (1930–1931)
- Михаил Павлович Чубински (1931–1932)[4]
- Алекса Ивић (1932–1933)
- Сергеј Викторович Троицки (1933–1934)
- Миодраг Аћимовић (1935)